# Vredesmonument (Stramproy)
De Vredesmonument is een oorlogsmonument en open kapel in Stramproy in de Nederlandse gemeente Weert. Het monument staat tussen de Prinses Beatrixstraat en de Prins-Bernhardstraat.
Op ruim 400 meter naar het oosten staat de Maoskapel.
Het monument is gewijd aan de Koningin van de Vrede.

## Geschiedenis
In 1944 werden tijdens de Tweede wereldoorlog twee leden van een comité dat hulp bood aan onderduikers opgepakt. Ook werden als gevolg van verraad vier verzetsmensen opgepakt die onderduikers hadden geholpen.
In 1945 werd op de hoek van de Julianastraat en de Wilhelminastraat het oorlogsmonument opgericht naar het ontwerp van Jules Rummens. Het monument herinnert aan de vijf burgers die tijdens de Tweede Wereldoorlog of in voormalige Nederlands-Indië met oorlogshandelingen om het leven zijn gekomen. Ook gedenkt het monument de bevrijding van Stramproy op 22 september 1944.
In 1988 werd er voor het monument sierbestrating gelegd met verschillende kleuren klinkers van de hand van N. Van Akkeren.
In 2015 werd het monument verplaatst naar de Prinses Beatrixstraat en de Prins-Bernhardstraat, omdat op de oude locatie een rotonde werd aangelegd.

## Monument
Het monument bestaat uit een bakstenen muur met ervoor twee schuin geplaatste zijwaarts aflopende bakstenen muurtjes en ertussen het Mariabeeld. In de linker aflopende muur is een plaquette gemetseld met daarop de tekst:

VOOR HEN DIE VIELEN
W. PEETERS         H. KIRKELS
13-11-42                 4-4-44
J. VRANKEN
9-12-44
H. KWASPEN       H. LEIJSSEN
5-5-48                 22-9-48
UIT DANKBAARHEID VOOR HEN
DIE BEHOUDEN TERUGKEERDEN

In de rechter aflopende muur is een plaquette gemetseld met daarop de tekst:

STRAMPROY
BEVRIJD
22-9-44
BRIGADE PIRON.

Het natuurstenen beeld van 176 centimeter hoog staat op een half ingemetselde zuil van 160 centimeter hoog. Het beeld toont de gekroonde heilige Maria met in haar rechterhand een scepter en in haar linkerhand een duif (symbool voor de vrede).